# Динслакен
Динслакен (нем. Dinslaken) — город в Германии, в земле Северный Рейн-Вестфалия.
Подчинён административному округу Дюссельдорф. Входит в состав района Везель. Население составляет 69 472 человека (на 31 декабря 2010 года). Занимает площадь 47,67 км². Официальный код — 05 1 70 008.
Город подразделяется на 6 городских районов.

## Персоналии
- Дитрих Барфурт (1849—1927) — немецкий медик, физиолог, анатом, эмбриолог, педагог, ректор Ростокского университета
- Бер, Вольфганг де (род. 1964) — немецкий футболист.
- Гиммлер, Катрин (род. 1967) — немецкий политолог и писатель.
- Паула Каленберг (род. 1986) — немецкая актриса.

## Фотографии

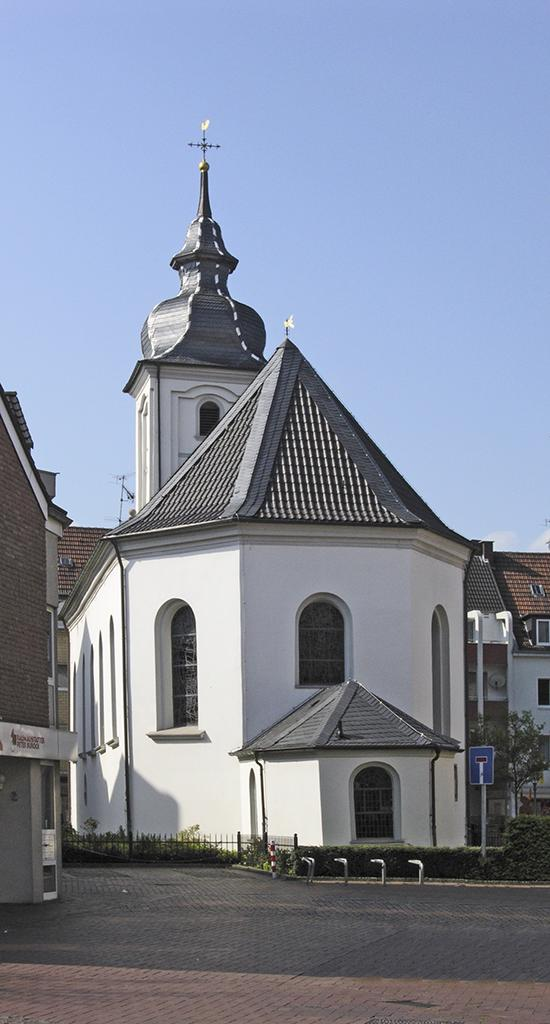
Евангелическая церковь
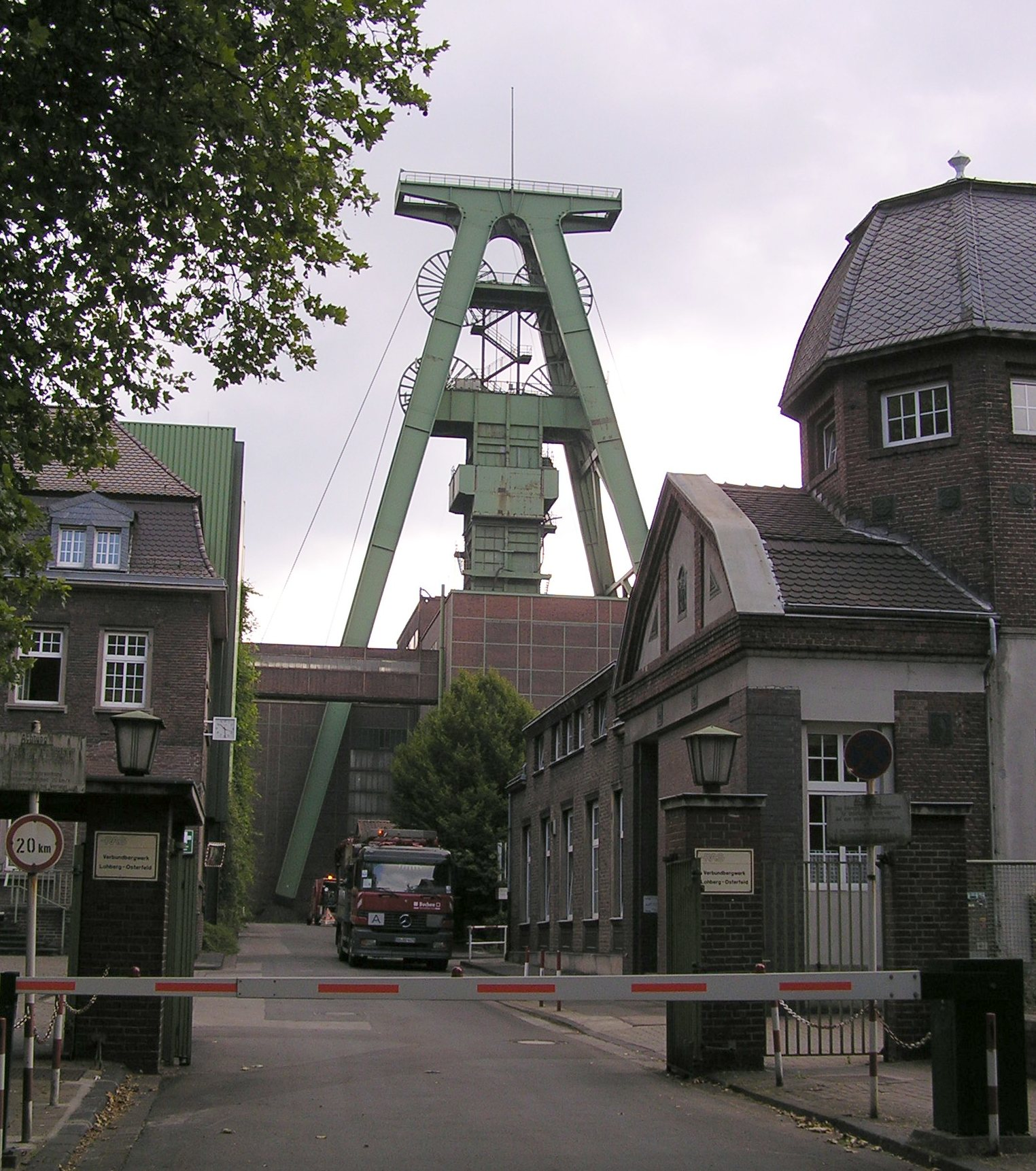
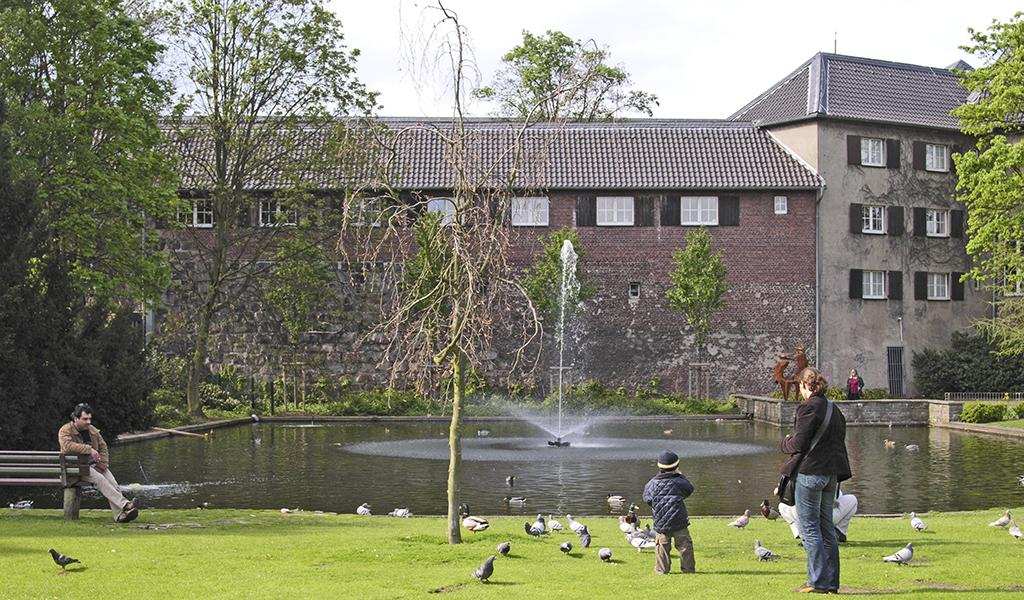
Замок Динслакен
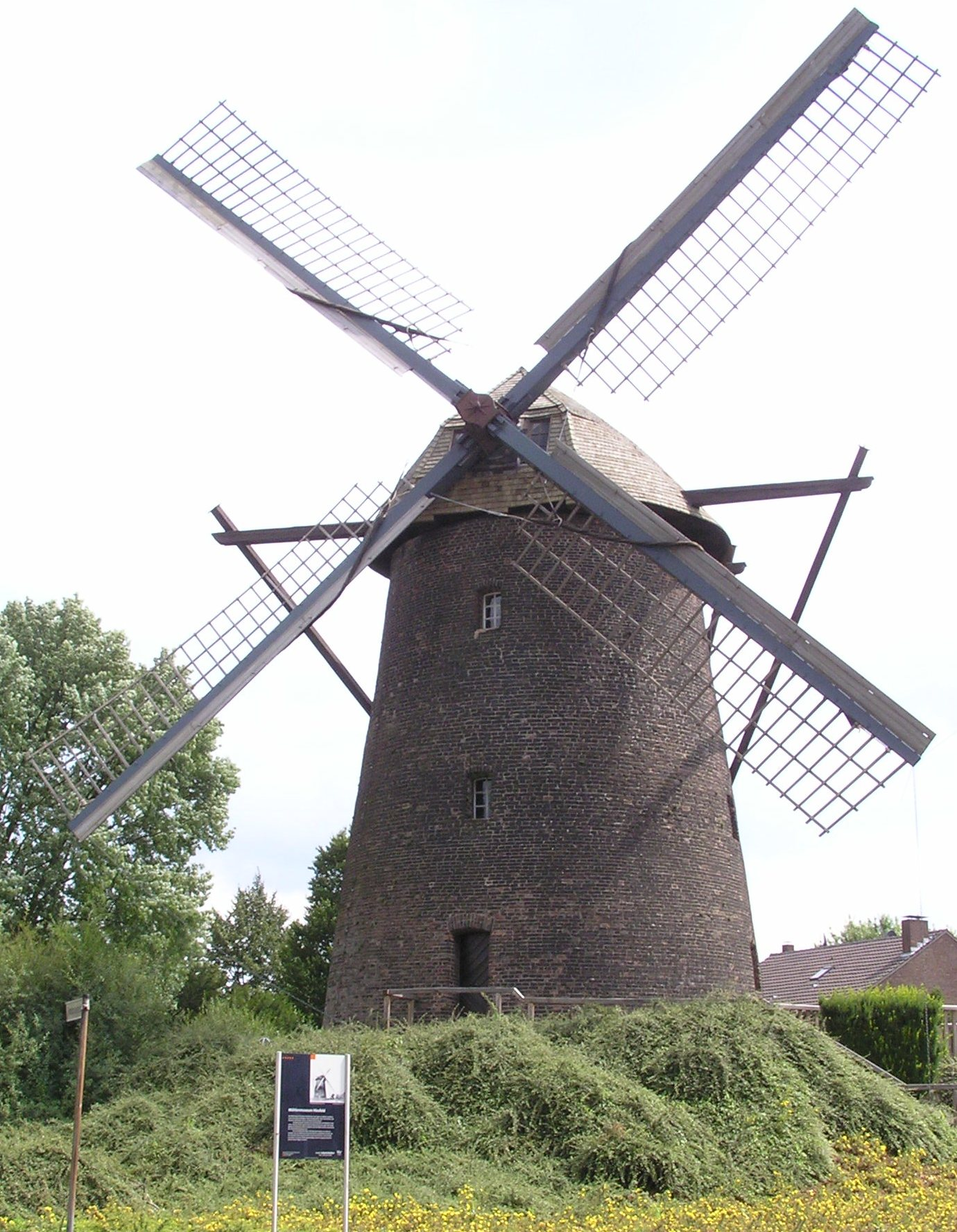
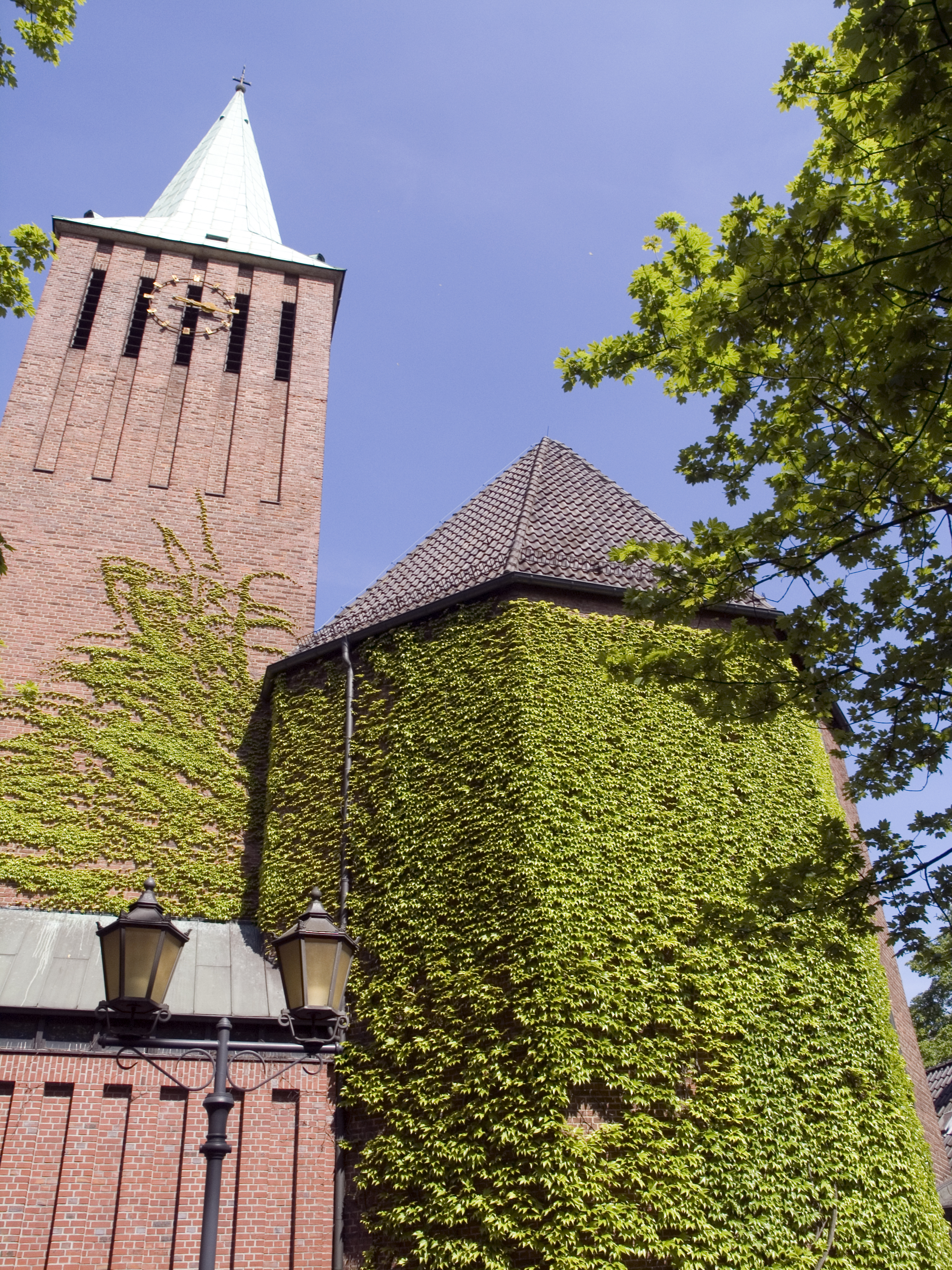
Церковь Св. Викентия